# Изет Сарајлић
Изет Сарајлић (Добој, 16. март 1930 — Сарајево, 2. мај 2002), познат као Кико, био је босанскохерцеговачки и југословенски историчар филозофије, публициста, преводилац и песник.

## Биографија
Изет Сарајлић је дипломирао на Филозофском факултету у Сарајеву, одсек Филозофије и компаративистике, докторирао филозофске науке. Члан Академије наука и уметности Босне и Херцеговине. Радио као редовни професор на Филозофском факултету у Сарајеву. Као члан Друштва писаца Босне и Херцеговине, заједно са Хусеином Тахмишчићем, Ахметом Хромаџићем, Велимиром Милошевићем и Владимиром Черкезом, покреће међународну књижевну манифестацију ”Сарајевски дани поезије“ у организацији Друштва писаца Босне и Херцеговине 1962. године.

## Дела
- "У сусрету", поезија, Полет, Сарајево, 1949.
- "Сиви викенд", поезија, Народна просвјета, Сарајево, 1955.
- "Минуту ћутања", поезија; Светлост, Сарајево, 1960.
- "Посвета", поезија, Просвета, Београд, 1961.
- "Транзит", поезија, Веселин Маслеша, Сарајево, 1963.
- "Интермецо", поезија, Багдала, Крушевац, 1965.
- "Године, године", поезија, Нолит, Београд, 1965.
- "Портрети другова", проза, Светлост, Сарајево, 1965.
- "Путујем и говорим", поезија и проза, Светлост, Сарајево, 1967.
- "Ипак елегија", поезија, Просвета, Београд, 1967.
- "Вилсоново шеталиште", поезија, Светлост, Сарајево, 1969.
- "Стихови за лаку ноћ", поезија, Просвета, Београд, 1971.
- "Писма", поезија, Светлост, Сарајево, 1974.
- "Кога ће сутра возити таксисти", мемоарска проза, прво издање Веселин Маслеша, Сарајево, 1974; друго издање Делта-прес, Београд 1980; треће издање Ферал Трибуне, Сплит, 1998.
- "Наставак разговора", поезија, Слово љубве, Београд, 1977.
- "Тринаест књижица поезије", поезија, Јединство, Приштина, 1978.
- "Књига пријатеља", преводна поезија с коментарима о ауторима, Светлост, Сарајево, 1981.
- "Неко је звонио", поезија, Градска библиотека Чачак, Чачак, 1982.
- "Некролог славују", поезија, Просвета, Београд, 1987.
- "Славим", поезија и проза, Удружење књижевника Црне Горе, Титоград, 1988.
- "Опроштај са европским хуманистичким идеализмом", поезија, Универзитетска реч, Никшић, 1989.
- "Сарајевска ратна збирка", прво издање Недеља, Сарајево, 1992; пето издање Око Сарајево, 1995.
- "Књига опроштаја", Рабиц, Сарајево, 1996; друго издање 1997.
- "30. фебруар", поезија, Рабиц, 1998.
- "В.П.", проза, Рабиц, 1999.
- "Филозофијска и социологијска библиографија СРХ од 1945–1962", Институт друштвених наука, Београд, 1966.
- "Францискус Патрицијус", Институт друштвених наука, Београд, 1968.
- "Патрицијева критика Аристотелеса", Хијатус, Зеница, 1996.
- "Патрицијева филозофија битка", Институт за фиозофију, Загреб, 1970.
- "Биће бесконачног", Светлост, Сарајево, 1973.
- "Хрестоматија етичких текстова патристике-сколастике ренесансе", Светлост, Сарајево, 1978.
- "Похвала филодоксији", Веселин Маслеша, Сарајево, 1978.
- "Основи марксизма са теоријом и праксом социјалистичког самоуправљања", коаутор, Светлост, Сарајево, 1980.
- "Логос у Хераклеитоса", Диалогос, Сарајево, 1997.[1][2][3]

## Награде
- 1963. Двадесетседмојулска награда;
- 1971. Друга награда Савеза Јеврејских општина Југославије;
- 1982. Дисова награда;
- 1984. Змајева награда;
- 1987 Награда "Бранко Миљковић";
- 1989. Награда ЗАВНОБиХ за животно дело;
- 1993. Fund for Free Expression Award U.S.A.;
- 1997. Италијанска награда Mediteranneo;
- 1997. Награда Ергуван – Истанбул, Турска;
- 1998. Premio Finaleinsieme, Модена, Италија;
- 2001. Награда Алберто Моравија, Италија;
- 2002. Шестоаприлска награда града Сарајева;
- 2002. Почасни грађанин града Салерна, Италија.[1][2][3]